# 鳳東路 (燕巢區)
鳳東路（Fengdong Rd.）是高雄市燕巢區的東西向重要幹道，本道路屬台22線旗楠公路與市道186號共線。起端銜接鳳旗路，途中市道186號北轉角宿路往燕巢市區，末端於國道十號燕巢交流道、義大路口續接橫山路往里嶺大橋至屏東縣里港鄉。為北高雄市、屏東縣兩地之間往來長途重要路段之一。

## 行經行政區域
- 燕巢區

## 沿線設施
（由西至東）
- 鳳雄社區
- 鳳山厝橋
- 義守大學燕巢校區
- 義大醫院
- 統一速邁樂精工加油站旗楠站
- 台灣中油鳳東路加油站
- 燕巢交流道